# Erebia tigranes
Erebia tigranes är en fjärilsart som beskrevs av Hans Fruhstorfer 1910. Erebia tigranes ingår i släktet Erebia och familjen praktfjärilar. Inga underarter finns listade i Catalogue of Life.